# Голос Дніпра
Голос Дніпра — періодичне видання (газета), що виходила 2-3 рази на тиждень у місті Херсон від 20 вересня 1941 р. до 21 жовтня 1943 р. Редактори — Ф. Л. Вдовиченко,К. А. Курінний.
Створена за ініціативи та участі членів похідної групи ОУН.
У першому ж числі газети, на другій сторінці під назвою «Український національний гімн» було опубліковано перший куплет та приспів пісні «Ще не вмерла Україна» (варіант 1865 року). [Архівовано 18 грудня 2021 у Wayback Machine.]
За даними оунівця Анатолія Ковача, саме Федір Вдовиченко, працюючи легально редактором газети, одночасно був провідником ОУН у Херсоні.
Восени 1942 частина редколегії газети за участь в оунівському підпіллі була заарештована гестапо і відправлена в Бухенвальд. Зокрема така доля чекала члена редколегії Анатолія Тришевського
В онлайн архіві української періодики знаходиться 355 чисел видання.  [Архівовано 18 грудня 2021 у Wayback Machine.]